# آبشار لاتفوسن
آبشار لاتفوسن (به انگلیسی: Låtefossen) آبشاری است که در نروژ واقع شده و ارتفاع کلی ریزشگاه آن ۱۶۵ متر (۵۴۱ فوت) است.